# Liste der Kulturdenkmäler in Kümbdchen
In der Liste der Kulturdenkmäler in Kümbdchen sind alle Kulturdenkmäler der rheinland-pfälzischen Ortsgemeinde Kümbdchen aufgeführt. Grundlage ist die Denkmalliste des Landes Rheinland-Pfalz (Stand: 27. Oktober 2023).

## Ehemalige Kulturdenkmäler
| Bezeichnung | Lage                  | Baujahr                    | Beschreibung | Bild |
| ----------- | --------------------- | -------------------------- | --- | ---- |
| Hofanlage   | Külztalstraße 32 Lage | Mitte des 19. Jahrhunderts | Hofanlage; Fachwerkhaus, teilweise verputzt und verschiefert, Mitte des 19. Jahrhunderts, Fachwerk-Stallscheune, zweite Hälfte des 19. Jahrhunderts; bauliche Gesamtanlage; aus Denkmalliste gelöscht und durch Neubauten ersetzt | BW   |